# Часовня Александра Невского (Краснотурьинск)
Часовня Святого Александра Невского — православная часовня в русском стиле в центре города Краснотурьинска, Свердловской области, расположенная по улице Октябрьской. Объект культурного наследия России регионального значения.

## История
Каменный храм был построен в 1870 году в память освобождения мастеровых от обязательных работ. Строительство велось на средства прихожан посёлка Турьинские Рудники.
В советское время в часовне находилась трансформаторная будка.
Первая реставрация произведена в 80-е годы XX века. Реставрационную группу возглавил В. С. Синев.
В 90-е годы XX века часовня была возвращена Православной церкви и отреставрирована. Вторая реставрация произведена в 1995—1996 годах, автор проекта и руководитель работ архитектор Е. Г. Ефремов (г. Москва). Часовню восстанавливали на средства предприятий города.
В марте 2000 года часовня стала действующей. В сентябре 2000 года установлено панно с образом Александра Невского. Автор — художник Микушин В. Ф.